# Alfredo Caselli
Alfredo Caselli (Lucca, 8 dicembre 1865 – San Pellegrino in Alpe, 15 agosto 1921) è stato un mecenate italiano.

## Biografia
Alfredo Caselli ereditò dal padre Carlo il Caffè omonimo, con annesso negozio di spezie, sito a Lucca in via Fillungo, dove si trova ancor oggi con il nome di Antico Caffè Di Simo.
Amante delle arti e mecenate, rese il caffè un celebre luogo d'incontro e di ritrovo per intellettuali ed artisti.
Fra loro, oltre a Giacomo Puccini, figuravano musicisti ben noti come Gaetano Luporini e Alfredo Catalani, oltre al poeta Giovanni Pascoli e al pittore Lorenzo Viani e a tanti altri intellettuali lucchesi come Gino Custer De Nobili e Gustavo Giovannetti.
Con Pascoli, in particolare, nacque una lunga amicizia e con lui intrattenne una ricca corrispondenza (ora pubblicata per le cure di Francesca Florimbii); l'epistolario è stato oggi pubblicato. 
Pascoli gli dedicò alcune poesie tra cui la piccola ode “Ad Alfredo Caselli” scritta nel 1902.
Fraterna fu la sua amicizia con Giacomo Puccini, che raggiungeva nelle varie città d'Europa in occasione delle varie prime delle opere del maestro.